# Посёлок Нефтяников (Каргасокский район)
Посёлок Нефтяников — посёлок в Каргасокском районе Томской области, Россия. Входит в состав Каргасокского сельского поселения.

## География
Посёлок на востоке фактически слился с Каргаском. С юга к населённому пункту примыкает трасса Томск—Каргасок.

## Население
| 2002 | 2010 | 2012 | 2013 | 2014 | 2015 | 2021 |
| ---- | ---- | ---- | ---- | ---- | ---- | ---- |
| 1039 | ↘984 | ↘972 | ↘954 | →954 | ↘932 | ↘921 |

## Социальная сфера
В посёлке есть культурно-досуговый и библиотечный центр. Ближайшие школы (в количестве 3 штук) и детские садики находятся в Каргаске.